# Ineu (szczyt)
Ineul (rum. Ineu, Inău) – szczyt o wysokości 2279 m n.p.m. w Górach Rodniańskich, we wschodniej partii tych gór. Jest drugim co do wysokości szczytem w Alpach Rodniańskich.